# 霍桑高地
霍桑高地（英語：Hawthorne Heights）是一支美国摇滚乐队，于2001年成立于俄亥俄州代顿市，成立之初名为A Day in the Life，后于2003年更改为现名。现时该乐队成员包括主唱兼节奏吉他手JT·伍德罗夫、伴唱兼贝斯手马特·莱德诺尔、主音吉他手马克·麦克米伦及鼓手克里斯·波帕达克。

## 历史
霍桑高地于2004年发布首张专辑《The Silence in Black and White》，随后于2006年又发布了《If Only You Were Lonely》，两张专辑均取得了不俗的商业成绩，后者更一度登上公告牌独立专辑榜第1名及二百强专辑榜第3名。2007年，乐队原节奏吉他手凯西·卡尔维特因药物中毒身故，使得乐队变为四人阵容，维持至今。2008年，乐队在解决与签约唱片公司Victory Records的法律纠纷后，发行具有流行摇滚特色的专辑《Fragile Future》。
2010年，乐队签约Wind-Up Records，发行其第四张专辑《Skeletons》，该专辑登上了公告牌二百强专辑榜第50名。此后，乐队成立了自己的唱片公司Cardboard Empire，并计划发布一组三部曲式的EP，首两张作品《Hate》及《Hope》分别于2011年和2012年面市。2013年，乐队短暂中止三部曲EP的创作，转而通过Red River Entertainment发布第五张专辑《Zero》，也是乐队前成员米卡·卡利及艾伦·布西亚雷利参与创作的最后一张作品。2014年6月1日，在其首张专辑《The Silence in Black and White》发布10周年之际，乐队发行了一张重新录制所有曲目不插电版本的纪念专辑。
2015年，乐队发布EP三部曲末作《Hurt》。其第七张录音室专辑《Bad Frequencies》于2018年通过Pure Noise Records唱片公司发行。
乐队第八张录音室专辑《The Rain Just Follows Me》于2021年9月10日发行。该专辑自2019年起开始录制，并在2021年5月推出首发宣传单曲《Constant Dread》。

## 乐队风格及影响
许多评论家及音乐信息网站将霍桑高地的音乐风格定义为硬摇滚及另类摇滚。此外，因乐队作品中所体现出的情绪元素，霍桑高地也被认定为是Emo、嚎叫情绪以及后硬核的代表性乐队之一。
乐队前鼓手艾伦·布西亚雷利曾在采访中称“我们的音乐风格总被他人轻率地认作是Emo或者嚎叫情绪”，且表示希望人们仅仅将霍桑高地简单称为一支“摇滚乐队”。
乐队早期的录音室专辑，如《The Silence in Black and White》和《If Only You Were Lonely》具有比较硬朗的摇滚风格，而自《Fragile Future》开始，乐队在其作品中引入了一些新元素，如强力流行、布鲁斯及Electronica。
在霍桑高地的EP三部曲首作《Hate》中，乐队一改以往以友情、爱情及生活为主的歌词主题，开始体现憎恶、愤怒及孤独等情绪。根据乐队主唱JT·伍德罗夫所介绍，该张EP中的作品“比霍桑高地之前所创作的歌曲更重、更具有侵略性”。有评论家将这张EP的风格与Senses Fail等其它具有嚎叫情绪风格的乐队作品进行了比较。
霍桑高地曾表示包括黑色安息日、齐柏林飞艇及Gorilla Biscuits等在内的一票乐队对其创作留下了影响。

## 作品列表

### 录音室专辑
- The Silence in Black and White (2004)
- If Only You Were Lonely (2006)
- Fragile Future (2008)
- Skeletons (2010)
- Zero (2013)
- The Silence in Black and White Acoustic (2014)
- Bad Frequencies (2018)
- The Rain Just Follows Me (2021)
- If Only You Were Lonely XV (2023)

### 精选集
- Midwesterners: The Hits (2010)
- Lost Frequencies (2019)

### EP
- Hate (2011)
- Hope (2012)
- Stripped Down to the Bone (2012)
- Hurt (2015)
- Ohio Is for Covers (2015)
- Lost Lights (2023)